# Nyctimene aello
Nyctimene aello је врста сисара из реда слепих мишева и породице велики љиљци (Pteropodidae). 

## Распрострањење
Врста је присутна у Индонезији и Папуи Новој Гвинеји.

## Станиште
Врста Nyctimene aello има станиште на копну.
Врста је по висини распрострањена од нивоа мора до 1.000 метара надморске висине.

## Угроженост
Ова врста није угрожена, и наведена је као последња брига јер има широко распрострањење.

### Популациони тренд
Популација ове врсте је стабилна, судећи по доступним подацима.